# Бурботт, Франсуа
Франсуа́ Бурбо́тт (фр. François Bourbotte; 24 февраля 1913, Луазон-су-Лан — 15 декабря 1972, Борен) — французский футболист и футбольный тренер, участник чемпионата мира 1938 года.

## Биография

### Клубная карьера
Бурботт начинал карьеру в «Булли», а в 1934 году перешёл в «Фив», в котором сыграл пять сезонов.
В 1939 году Бурботт перешёл в «Эксельсиор», где играл один сезон, а по окончании которого вернулся в «Фив». После трёх сезонов в «Фиве», он перешёл в «Лилль» и стал первым капитаном в истории клуба. В составе «Лилля» Бурботт выиграл чемпионский титул 1946 года и два Кубка Франции.
В 1947 году Бурботт перешёл в «Армантьер», в котором отыграл два сезона и завершил карьеру игрока в возрасте 36 лет.

### Карьера в сборной
В составе сборной Франции был участником чемпионата мира 1938 года, но на турнире не играл. Всего за сборную Франции сыграл 17 матчей, в которых не забил ни одного мяча.

### Тренерская карьера
С 1950 по 1956 год работал главным тренером клуба «Булонь».

### Смерть
Скончался 15 декабря 1972 года в возрасте 59 лет.

## Достижения
«Лилль»
- Чемпион Франции (1): 1945/46
- Обладатель Кубка Франции (1): 1945/1946, 1946/1947